# ريتشارد إتش. والتر
ريتشارد إتش. والتر هو سياسي أمريكي، ولد في 19 يونيو 1920 في كونسيل بلوفس في الولايات المتحدة، وتوفي في 15 أكتوبر 2016. نشط حزبياً في الحزب الجمهوري. وقد انتخب عضو مجلس نواب ولاية آيوا ‏.